# Międzynarodowa Organizacja Psów Ratowniczych

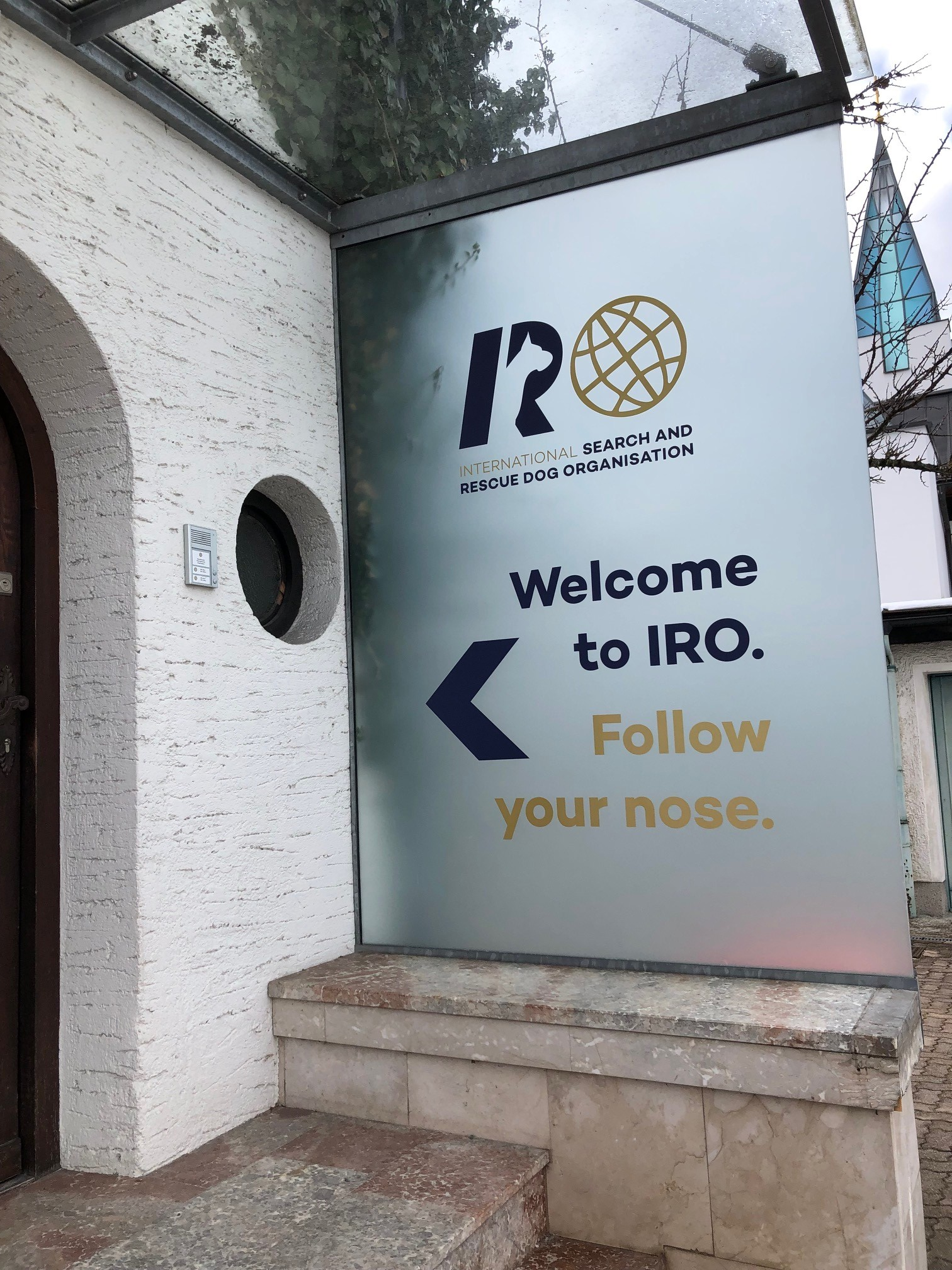
Biuro IRO w Salzburgu

Międzynarodowa Organizacja Psów Ratowniczych (IRO) – (niem. Die Internationale Rettungshunde Organisation) – międzynarodowa organizacja pozarządowa zrzeszająca organizacje posiadające psy ratownicze. Zrzeszone organizacje liczą łącznie ponad 250 000 osób na całym świecie z około 2000 psami ratowniczymi, które są w gotowości przez 24 godziny na dobę, 365 dni w roku, aby w razie potrzeby przystąpić do działania. Siedziba organizacji znajduje się w Salzburgu w Austrii.

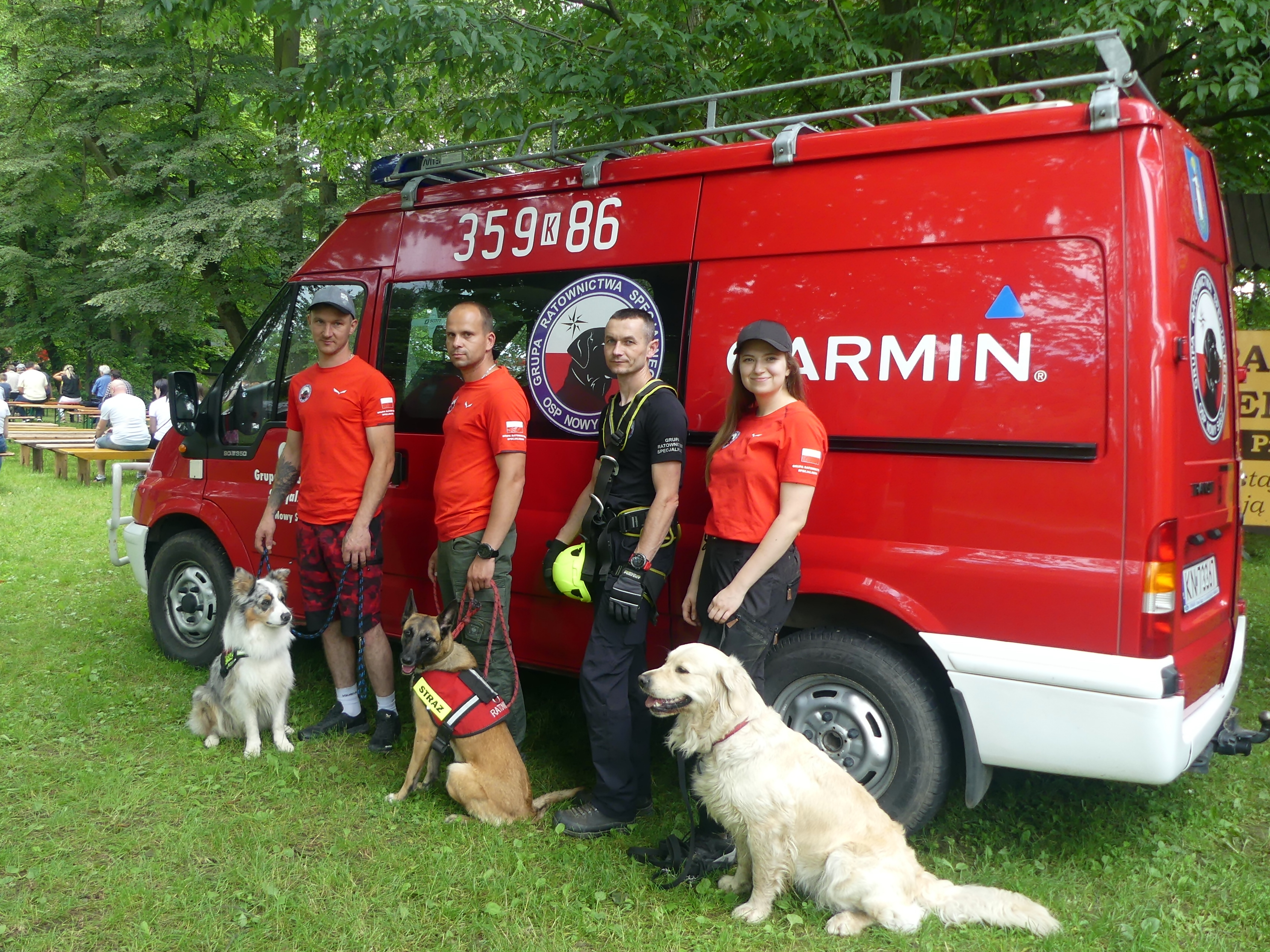
Polscy strażacy z Nowego Sącza, z psami ratowniczymi

## Historia
Po trzęsieniu ziemi w Armenii w 1988 r. międzynarodowe zespoły pomocy humanitarnej oraz zespoły psów ratowniczych napotkały problemy w koordynacji działań między sobą oraz z władzami lokalnymi. Po akcji ratowniczej w Armenii wyciągnięto wnioski, powstał pomysł, aby na arenie międzynarodowej zdefiniować standardy działania zespołów ratowniczych z psami oraz przeprowadzić jednolite standardy szkolenia psów ratowniczych. W 1993 roku na spotkaniu członków założycieli organizacji w Austrii, przedstawiciele narodowych organizacji zespołów psów ratowniczych: Niemiec, Szwecji, Czech, Nowej Zelandii, Austrii, USA i Wielkiej Brytanii utworzono Międzynarodową Organizację Psów Poszukiwawczo-Ratowniczych. Prezesem organizacji został Wolfgang Zörner, szef ówczesnej Austriackiej Brygady Psów Poszukiwawczo-Ratowniczych, na siedzibę nowej organizacji wybrano miasto Salzburg w Austrii.

## Działalność
Międzynarodowa Organizacja Psów Poszukiwawczo-Ratowniczych (IRO) organizuje konferencje, szkolenia oraz przeprowadza egzaminy i wydaje certyfikaty.
Zadaniem Organizacji Psów Ratowniczych jest szkolenie i certyfikacja psów poszukiwawczych i ratowniczych dla różnych służb i organizacji. Dobrze wyszkolone psy ratownicze często ratują życie ludzi przysypanych lawiną, odnajdują ludzi po trzęsieniu ziemi lub poszukują zaginione dzieci i inne osoby zaginione np. cierpiące na chorobę Alzheimera lub demencję.
IRDO współpracuje z Międzynarodową Grupą Doradczą ds. Poszukiwań i Ratownictwa (INSARAG) – Organizacji Narodów Zjednoczonych oraz z Międzynarodową Federacją Kynologiczną. W ramach wieloletniego partnerstwa uczestniczy w zakresie tworzenia nowych standardów szkolenia i testowania psów oraz ich przewodników.
IRO 2008 roku zainicjowała Międzynarodowy Dzień Psa Poszukiwawczo-Ratowniczego, który obchodzony jest każdego roku w ostatnią niedzielę kwietnia. Podczas tego dnia na całym świecie organizowane są pokazy zespołów ratowniczych z psami, prowadzone są zajęcia edukacyjne informacyjne.

### Szkolenie, egzaminy certyfikacyjne
Organizacje członkowskie IRO przeprowadzają szkolenia i treningi przewodników z psami oraz przeprowadzają egzaminy psów w dyscyplinach: poszukiwania terenowego, lawinowego i gruzowego, ratownictwa wodnego oraz mantrailingu (poszukiwanie ludzi, tropienie). Psy dobierane są według kryteriów: chęci do pracy i ciągłej nauki. Podczas egzaminów wyznaczeni przez IRO sędziowie oceniają: wygląd, kondycję i sprawność fizyczną, zachowanie wobec ludzi (brak agresji), posłuszeństwo wobec swojego przewodnika.
W czasie egzaminacyjnego testu pies i przewodnik wykonują określone zadania poszukiwania ludzi (tzw. pozorantów) w warunkach wymaganych dla danej kategorii.
W czasie przeprowadzonego testu pies musi pokonać różne przeszkody, wykazać się doskonałą pracą węchową, tzn. odszukać pozorantów (pozorant – osoba pełniąca rolę osoby zaginionej). Psy, które zdały egzamin pozytywnie, otrzymują międzynarodowy certyfikat IRO, który uprawnia psa do pracy w czasie akcji poszukiwawczo-ratowniczych.
Organizacje członkowskie IRO wspólnie z Międzynarodową Federacją Kynologiczną opracowują: przepisy, regulaminy szkolenia, zasady egzaminowania psów ratowniczych.
Egzaminy według przepisów IRO odbywają się w kilku specjalnościach, podzielone są na kategorie:
- RH-F – tropienie,
- RH-FL – poszukiwanie w terenie,
- RH-T – poszukiwanie gruzowe,
- RH-L – poszukiwanie lawinowe,
- RH-MT – poszukiwanie ludzi (ang. mantrailing),
- RH-W – ratownictwo wodne.

## Organizacje członkowskie
Do IRDO przystąpiło 130 organizacji poszukiwawczo-ratowniczych z 41 krajów z pięciu kontynentów. Członkami są dwie polskie organizacje: Stowarzyszenie Cywilnych Zespołów Ratowniczych z Psami (STORAT), Komenda Główna Państwowej Straży Pożarnej.
| Argentyna         |
| Australia         |
| Austria           |
| Belgia            |
| Brazylia          |
| Kanada            |
| Chile             |
| Chiny             |
| Kolumbia          |
| Chorwacja         |
| Czechy            |
| Dania             |
| Estonia           |
| Finlandia         |
| Francja           |
| Niemcy            |
| Grecja            |
| Węgry             |
| Włochy            |
| Japonia           |
| Malezja           |
| Meksyk            |
| Holandia          |
| Norwegia          |
| Polska            |
| Rumunia           |
| Rosja             |
| Singapur          |
| Słowacja          |
| Słowenia          |
| Hiszpania         |
| Szwecja           |
| Szwajcaria        |
| Tajwan            |
| Tajlandia         |
| Turcja            |
| Ukraina           |
| Wielka Brytania   |
| Stany Zjednoczone |
| Urugwaj           |

## Mistrzostwa Świata Psów Poszukiwawczo-Ratowniczych
Pod patronatem IRO odbywają się Mistrzostwa Świata Psów Poszukiwawczo-Ratowniczych. W zawodach uczestniczy ponad 150 najlepszych zespołów z różnych państw świata. W 2018 roku IRO zorganizowała pierwsze Mistrzostwa Świata Psów Poszukiwawczo-Ratowniczych w dyscyplinie poszukiwania lawinowego. Zespoły (pies i ratownik) rywalizują o najwyższą punktację, w czasie zawodów wykonują zadania w warunkach jak najbardziej zbliżonych do sytuacji występujących w czasie rzeczywistych akcji ratowniczych.
| Rok  | Miejsce                     |
| ---- | --------------------------- |
| 2019 | Paryż, Francja              |
| 2018 | Lublana, Słowenia           |
| 2018 | Pitztal, Austria – Lawinowe |
| 2017 | Ebreichsdorf, Austria       |
| 2016 | Turyn, Włochy               |
| 2015 | Aalborg, Dania              |
| 2014 | Nova Gorica, Słowenia       |
| 2013 | Nijmegen, Holandia          |
| 2012 | Romny, Ukraina              |
| 2011 | Chastre, Belgia             |
| 2010 | Žatec, Czechy               |